# Lepadella parvula
Lepadella parvula är en hjuldjursart som först beskrevs av David Bryce 1893.  Lepadella parvula ingår i släktet Lepadella och familjen Lepadellidae. Inga underarter finns listade i Catalogue of Life.